# Edy

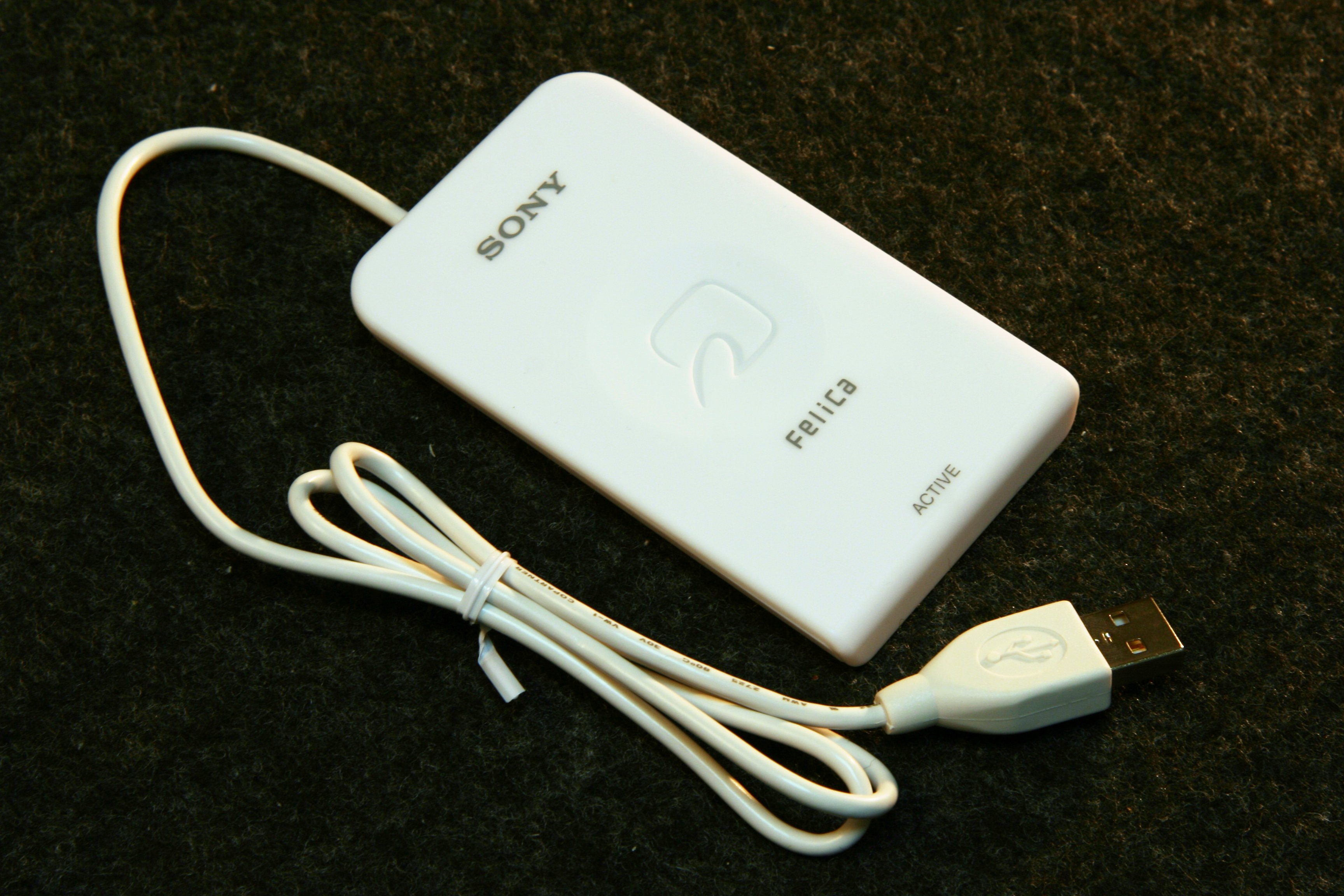
PaSoRi lector/grabador usado para tarjetas Edy

Edy  es la unión de once empresas a través de una joint venture, con el objetivo de desarrollar un servicio de tarjetas prepago para transacciones electrónicas. Fue establecida en enero de 2001, pero tuvo su inicio en octubre de 2001.

## Historia
El nombre Edy es porque su derivación viene de las letras compuestas de las monedas euro, dólar, y el yen.
El 18 de abril de 2006, Intel anunció que 5 billones de yenes (aproximadamente 45 millones de dólares, o 35 millones de euros) serían invertidos en la bitWallet, destinados al desarrollo de una mejor tecnología en transacciones que utilizan este dinero electrónico.

## Dispositivos móviles
Edy también puede ser utilizado en celulares tipo osaifu. Así, los celulares pueden ser utilizados físicamente como una tarjeta Edy, y acceder a contenido en línea directo desde sus teléfonos, recargando para más créditos. Para que esto fuese funcional, se tuvieron que realizar acuerdos con las compañías de aparatos celulares: NTT DoCoMo, au y SoftBank.

## Comercios
A continuación se indican algunos comercios que aceptan el Edy en Japón.
- 7-Eleven
- ampm
- Circle K Sunkus
- Daimaru Peacock
- FamilyMart
- Lawson
- McDonald's Japan
- Ministop
- Poplar
- Yodobashi Camera
- Amazon.co.jp